# Viljakkala
Viljakkala este o fostă comună din Finlanda.